# Max Wappler
Max Theodor Wappler (* 11. August 1860 in Johanngeorgenstadt; † 8. März 1932 in Annaberg) war ein deutscher Pädagoge und erzgebirgischer Heimatforscher.

## Leben
Der aus einer Johanngeorgenstädter Bergmannsfamilie stammende Wappler wurde nach einem Pädagogikstudium 1895 Schuldirektor in der Stadt Zöblitz. Dieses Amt übte er bis zu seiner Pensionierung 1922 aus. Er wurde zum Vorsitzenden des Erzgebirgszweigvereins Zöblitz gewählt und organisierte in dieser Funktion zahlreiche touristische Veranstaltungen mit zum Teil überregionaler Bedeutung.
Von 1913 bis 1929 war er nebenberuflich als Oberwegemeister des Gesamt-Erzgebirgsverein tätig und maßgeblich an der Entwicklung des Fernwanderwegenetzes im Erzgebirge beteiligt, darunter insbesondere des beliebten erzgebirgischen Kammweges. Ihm ist die große Umstellung der Wegebezeichnungen der Erzgebirgsvereins aus der damals vorherrschenden Vielgestaltigkeit in sechs schlichte weiße Zeichen, die klare Durchführung der Wanderwege und die Neubearbeitung der großen Wanderkarte des Erzgebirges zu verdanken. Daneben machte er sich als Heimatforscher einen bleibenden Namen.
Aufgrund seiner bleibenden Verdienste wurde er im Oktober 1924 zum Ehrenmitglied des Erzgebirgsvereins ernannt.

## Werke
- Sang auf Zöblitz
- Zöblitz – Heimatliche Geschichtsbilder für Haus und Schule